# 湯姆克蘭西：全境封鎖
《湯姆克蘭西：全境封鎖》（英語：Tom Clancy's The Division）是一款第三人稱战术射击動作角色扮演遊戲，由Ubisoft Massive、Ubisoft Reflections和Ubisoft Red Storm共同開發，屬於湯姆·克蘭西系列品牌遊戲，支援Microsoft Windows、PlayStation 4和Xbox One平台。遊戲最初是在2013年E3的Ubisoft記者會上公佈並同時播放一段7分鐘長的遊戲影片。最終於2016年3月8日发售，並在此後的一年中先後推出了三個大型DLC擴展包「地下世界」、「生存模式」及「最后一战」。
續作《湯姆克蘭西：全境封鎖2》安排於2019年3月發售。

## 遊戲概要
《全境封鎖》的故事取材於暗冬行動和第51號總統指令。遊戲中一場在黑色星期五購物季期間藉由鈔票等媒介散佈的疾病，讓美國在5日之內崩解癱瘓。玩家扮演的角色隸屬於一個名為「國土戰略局」（Strategic Homeland Division - SHD，正好與DHS - 美國國土安全部的縮寫相反）的組織，簡稱「The Division」。該組織的目的是要擊退威脅，並儘一切手段來「保存剩下的事物」，并逐步逼近幕后黑手。在遊戲中玩家將面臨来自人工智能（AI）敌人（PVE）和其他玩家（PVP）的挑戰。

## 多人模式
在2015年6月18日 Ubisoft SEA在其官方Youtube頻道發佈一條影片名為：《湯姆克蘭西：全境封鎖》揭露「暗區」，
探索 Tom Clancy's The Division《湯姆克蘭西：全境封鎖》當中的 PVP 地區：暗區（Dark Zone），一個位於曼哈頓中心一帶、充滿恐懼與背叛的區域，玩家將可隨時以無接縫地圖形式在任何時間進入該區域。
在「暗區」中所有的特工都只是為了自己：留意敵方陣營並且保持對其他特工的警覺。但既然這個區域如此危險、又為何要進入呢？一部份的答案是為了搜刮當初JTF(聯合特遣部隊)退出暗區而遺留下來之稀少和高價值的裝備，可以背叛同路人獨佔所有的物品。
在2017年2月更新的1.6版本中，游戏增加了新的追加下载内容“最后一战”（The Last Stand），并在其中增加了新的多人联机模式。在“最后一战”里玩家将被分为两个派系相互对抗，将在暗区内占领战术终端来获得胜利。游戏类似其他第一人称射击游戏的抢点模式。

## 組織

### 國土戰略局（Strategic Homeland Division）
特工（玩家）所屬組織，各特工在平時以各行各業身份蟄伏在民間。爆發危機後，全員出動導正社會混亂秩序並回復政府機關的機能。特工執行任務時獨來獨往，必要時組成小隊行動。
在Green Poison疫情爆發期間，第一波出動後卻遇上極大困境加上聯合特遣部隊全面退出   導致某些特工背叛而行動失敗

### 聯合特遣部隊（Joint Task Force）
政府的統合任務部隊，由美軍特戰部隊、紐約州國民兵、警察、消防隊、醫療人員、環保局清潔隊、自願義工、民間工程運輸人員所組成，負責維持紐約的治安，物資運輸，提供醫療和安全區等所有活動。

### 暴徒（Rioters）
無所事事的難民，為生存不惜搶劫殺人，並無領導及組織性的集團。

### 淨化者（Cleaners）
天花疫情爆發後由駐守在紐約的環保局清潔隊和防疫人員所組成的集團，因在疫情爆發後被政府遺棄在曼哈頓，不再聽從政府，不論此人是否遭受感染，一律用火焰噴射器燒死，自認“淨化世界”是自身的使命。領袖為喬·費洛。後期分裂成數個派系，部分成員脫離組織加入聯合特遣部隊。

### 賴克斯幫（Rikers）
從賴克斯島監獄逃獄的囚犯，穿著服飾皆為獄服，具有極度暴力傾向，毫不在意深陷於水深火熱中的民眾。領袖為拉瑞·巴雷特。後期分裂成數個派系，部分成員脫離組織成為暴徒。

### 倖存者軍隊（Last Man Battalion）
先前受雇於高階華爾街企業的私人軍事服務公司，但天花疫情爆發期間僱主不願撤離將他們棄在紐約，被拋棄的他們極度氣憤，以優越軍武及訓練企圖控制紐約。指揮官为查爾斯·碧利斯。後期分裂成數個派系，部分成員脫離組織加入聯合特遣部隊。

## 開發
《全境封鎖》最初以第八世代遊戲主機為獨佔平台開發。然而在遊戲發表後不久，Ubisoft就在遊戲的官方Twitter中表示：「我們針對次世代主機的體驗進行最佳化，但我們也並未排除未來其它的平台。」
2013年8月20日，Ubisoft宣布在使用者社群的建議下，《全境封鎖》將支援Microsoft Windows平台。在2014年游戏开发者大会上，育碧展出了為《全境封鎖》開發的Snowdrop Engine遊戲引擎。該引擎由Massive Entertainment負責開發，其特點是簡化遊戲開發中繪制貼圖，AI調節等流程，並且該引擎可以支持“所建即所見”，而且擁有強大的自動生成工具。
2016年2月9日，Ubisoft宣布《全境封锁》 开放测试将在2016年2月18日在XBOX ONE，2016年2月19日在PC和 PS4平台开放，2016年2月22日全平台开放测试结束，《全境封锁》将在2016年3月8日在PS4、XBOX ONE和PC平台发售。

## 發行
《全境封鎖》原定於2014年發售，不過在2014年5月時育碧宣布本作將延期到2015年發售。UBISOFT在2015年5月12號宣布遊戲確定將在2016年3月8日推出。而中文版亦同步上市。
《全境封鎖》在發售后獲得了商業上的成功，在發售后24小時便超過了原先的紀錄保持者《看门狗》打破了育碧自己的多項銷售紀錄，首周便獲得了超過3.3億美元的收入成績。成為育碧新打造的又一重量級知识产权。不過育碧並没有透露實際銷量數據。

## 評價
| 汇总媒体     | 得分                                |
| ------------ | ----------------------------------- |
| GameRankings | PS4：81.33% XONE：80.25% PC：78.83% |
| Metacritic   | PC：78/100 XONE：80/100 PS4：80/100 |

| 媒体           | 得分    |
| -------------- | ------- |
| Destructoid    | 6.5/10  |
| Edge           | 6/10    |
| 电子游戏月刊   | 9.0/10  |
| GamesRadar+    | [ 23 ]  |
| GameSpot       | 8/10    |
| Giant Bomb     | 4/5颗星 |
| IGN            | 6.7/10  |
| Polygon        | 7/10    |
| 游戏机实用技术 | 27/30   |
| PSU            | 9.0/10  |

《全境封鎖》在發售前獲得了业界良好的評價。但實際的遊玩體驗後因外掛和BUG引來不少批評，并导致玩家大幅流失。在经过数个月的调整和更新，育碧在推出游戏的1.4版本补丁后表示玩家正在回归，每日玩家在线数量接近游戏刚发售时的水平。

## 改編電影
2016年6月，據《綜藝》報導，遊戲將改編成真人電影並由傑克·葛倫霍主演和監製，而官方同時也在尋找編劇。2016年7月26日，據《好萊塢報導》，潔西卡·崔絲坦進入會談有望參演電影。2017年1月，史蒂芬·葛漢有望擔任導演和編劇。2018年4月19日，在葛漢退出後，由大衛·雷奇將接手擔任導演；該片將於同年秋季開始製作。2019年6月，官方宣布改編電影將由Netflix製作。

## 续作
东八区时间2018年3月9日，育碧公布了续作《湯姆克蘭西：全境封鎖2》，仅有一小段游戏标志的视频。

## 外部連結
- （页面存档备份，存于） 官方網站（英文）
- 官方网站（简体中文）
- 官方网站（繁體中文）
- 網際網路電影資料庫（IMDb）上《湯姆克蘭西：全境封鎖》的資料